# 小行星7121
小行星7121（7121 Busch）是一颗绕太阳运转的小行星，为主小行星带小行星。该小行星于1989年1月10日发现。

## 轨道参数
小行星7121的轨道半长轴为2.8924397 UA，离心率为0.089。